# Погон Б
Погон Б је југословенски црно-бели драмски филм из 1958. године. Режирао га је Војислав Нановић који је написао и сценарио.

## Радња
У тренутку када нафташи из погона Б претпостављају да су надомак извора нафте, стиже решење о затварању погона. Верујући да ће нафта ипак потећи, они настављају радове. Када су изгубили наду изненада избија пожар и тада се нафта појављује.

## Улоге
| Глумац                 | Улога                       |
| ---------------------- | --------------------------- |
| Миливоје Живановић     | Инжењер Ковач               |
| Драган Лаковић         | Дејан Војновић              |
| Павле Вуисић           | Мане Каракас                |
| Љиљана Марковић        | Бранка Ковач                |
| Васа Пантелић          | Павлић                      |
| Никола Поповић         | генерални директор          |
| Славко Симић           | Шандор                      |
| Миша Мирковић          | Петровић                    |
| Љубиша Јовановић       | Стевић                      |
| Деса Берић             | газдарица                   |
| Милан Ајваз            | путник у возу               |
| Мирослав Петровић      | председник општине          |
| Бранислав Цига Јеринић | Рашић                       |
| Станко Буханац         | Максо                       |
| Слободан Симић         | Стева                       |
| Маријан Ловрић         | председник радничког савета |
| Нада Шкрињар           | Јованка - секретарица       |
| Душан Јанићијевић      | делегат на састанку         |
| Душан Вујисић          | возач                       |
| Божидар Павићевић      | пијанац                     |
| Вука Костић            | Старица 1                   |
| Анка Врбанић           | Старица 2                   |

Комплетна филмска екипа  ▼
| Редитељ                   | Војислав Нановић        |                                             |
| Сценариста                | Арсен Диклић            | (писац)                                     |
| Сценариста                | Богдан Јовановић        | (писац)                                     |
| Сценариста                | Војислав Нановић        | (писац)                                     |
| Композитор                | Боривоје Симић          |                                             |
| Директор фотографије      | Милорад Марковић        | директор фотографије                        |
| Директор фотографије      | Слободан Марковић       | директор фотографије                        |
| Монтажер                  | Миланка Нановић         |                                             |
| Сценограф                 | Милан Васић             |                                             |
| Уметнички директор        | Слободан Мијачевић      |                                             |
| Костимограф               | Мира Глишић             |                                             |
| Одсек за шминку           | Софија Николић          | шминкерка                                   |
| Одсек за шминку           | Лепосава Првановић      | шминкерка                                   |
| Менаџер продукције        | Анте Милић              | директор филма                              |
| Менаџер продукције        | Бошко Савић             | помоћник директора филма                    |
| Помоћник режије           | Драгослав Радоичић Бели | помоћник редитеља (као Драгослав Радојицић) |
| Уметнички одсек           | Свето Костадинов        | сценски реквизитер                          |
| Одсек за звук             | Драган Гроздановић      | асистент тонског сниматеља                  |
| Одсек за звук             | Живко Пивнички          | тон мајстор                                 |
| Специјални ефекти         | Душан Живковић          | пиротехничар                                |
| Одсек за камеру и расвету | Живорад Милић           | фотограф                                    |
| Одсек за камеру и расвету | Милан Милијановић       | пратилац камере                             |
| Одсек за камеру и расвету | Милун МрвиЋ             | фотограф                                    |
| Одсек за камеру и расвету | Богољуб Петровић        | пратилац камере                             |
| Одсек за камеру и расвету | Арсеније Ровнар         | вођа расвете                                |
| Одсек за костим           | Катица Дакић            | гардеробер                                  |
| Location Management       | Раде ЂукиЋ              | менаџер локације                            |
| Остала екипа              | Љубица Леђанац          | секретар режије                             |